# Luis Valladares y Garriga

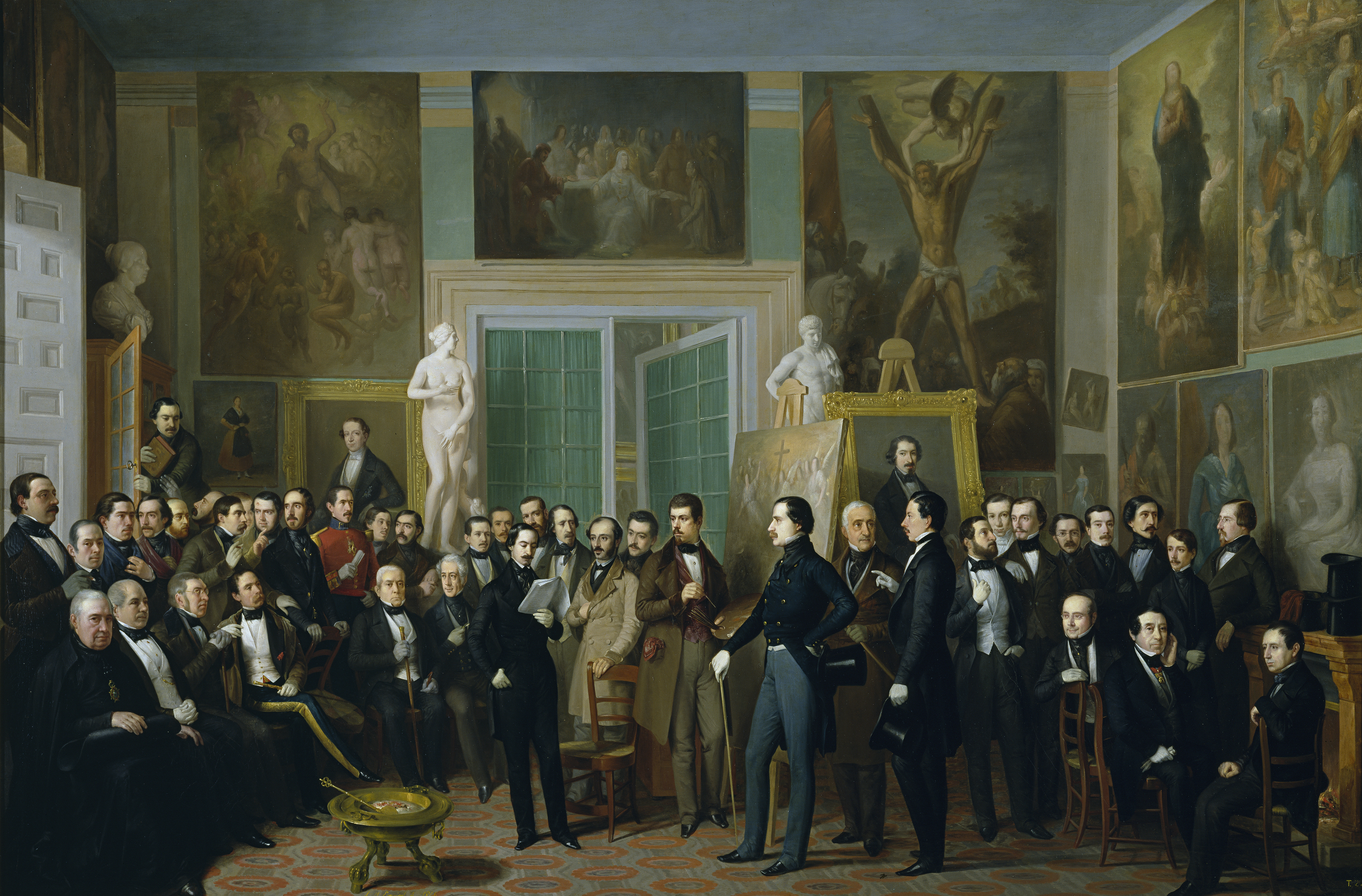
Luis Valladares retratado en Los poetas contemporáneos (1846) por Antonio María Esquivel - Museo del Prado, Madrid

Luis Valladares y Garriga (?-1856) fue un periodista y dramaturgo español del siglo XIX, adscrito al Romanticismo.
Fue redactor del periódico El Español (1845-47). Escribió teatro en colaboración con Carlos García Doncel, Juan Eugenio Hartzenbusch, Luis de Olona y Cayetano Rosell. Figura en el famoso cuadro de Antonio María Esquivel, Los poetas contemporáneos (1846), situado al lado de Doncel.

## Obra parcial
Con Carlos García Doncel:
- Amor y nobleza
- El guante de Coradino
- Quiero ser cómica
- Las travesuras de Juana

Con Juan Eugenio Hartzenbusch y Cayetano Rosell:
- Jugar por tabla

Con Luis de Olona:
- Lo primero es lo primero